# 凯拉·普拉特
凯拉·普拉特（英語：Kayla Pratt，1991年5月27日—），新西兰女子赛艇运动员。她曾代表新西兰参加世界赛艇锦标赛，获得一枚金牌、一枚银牌和一枚铜牌。她也曾参加2016年夏季奥运会。